# Distretto di Ksar el Boukhari
Il distretto di Ksar el Boukhari è un distretto della Provincia di Médéa, in Algeria.

## Comuni
Il distretto di Ksar Boukhari comprende 3 comuni:
- Ksar el Boukhari
- Meftaha
- Saneg